# Vlagyimir Nyikolajevics Firszov
Vlagyimir Nyikolajevics Firszov, Владимир Николаевич Фирсов (Kaluga, 1925. október 3. – 1987 áprilisa) szovjet-orosz tudományos-fantasztikus író.

## Élete
A második világháború alatt egy moszkvai repülőgépgyárban volt szerelő. A háború után elvégezte a középiskolát, majd művészeti tanulmányokat folytatott. 1949-től az Moszkvai Állami Idegennyelvű Intézetben dolgozott, ezután a Мир kiadóban az idegen nyelvű népszerű tudományos és a tudományos-fantasztikus irodalom szerkesztőségének munkatársa lett.
Irodalmi pályafutását 1954-ben kezdte, cikkei és esszéi a moszkvai lapokban jelentek meg. Első tudományos-fantasztikus alkotása, az Уже тридцать минут на Луне… 1966-ban került az olvasók elé. Főleg az 1970-es és az 1980-as években alkotott, munkái elsősorban antológiákban (Мир приключений, Фантастика, НФ) és folyóiratokban jelentek meg. Egyetlen önálló novelláskötete, a Звездный эликсир halála után jelent meg 1987-ben. A kritikusok véleménye szerint legjelentősebb munkája a Срубить крест (1980) című fantasztikus kisregény, melyben az űropera és a progresszív sci-fi elemei figyelhetőek meg. Egyéb jelentős munkái: И жизнь, и смерть (1975), Бессмертие для рыжих (1969), Твои руки как ветер (1975), Кенгуру (1975), Первый шаг к Берлину (1978). Ő a szerzője a Фантастика от А до Я című, az 1980-as években kézről kézre terjesztett, névtelenül publikált ironikus költeménynek is.

## Magyarul megjelent művei
- Bölcső és koporsó (novella, Galaktika 25., 1977)
- Az ég angyalai (novella, Galaktika 103., 1989; utánközlés: Galaktika 277., 2013)

## Fordítás
- Ez a szócikk részben vagy egészben  a(z)   Фирсов, Владимир Николаевич című orosz Wikipédia-szócikk ezen változatának fordításán alapul.  Az eredeti cikk szerkesztőit annak laptörténete sorolja fel. Ez a jelzés csupán a megfogalmazás eredetét és a szerzői jogokat jelzi, nem szolgál a cikkben szereplő információk forrásmegjelöléseként.